# Unter den Linden

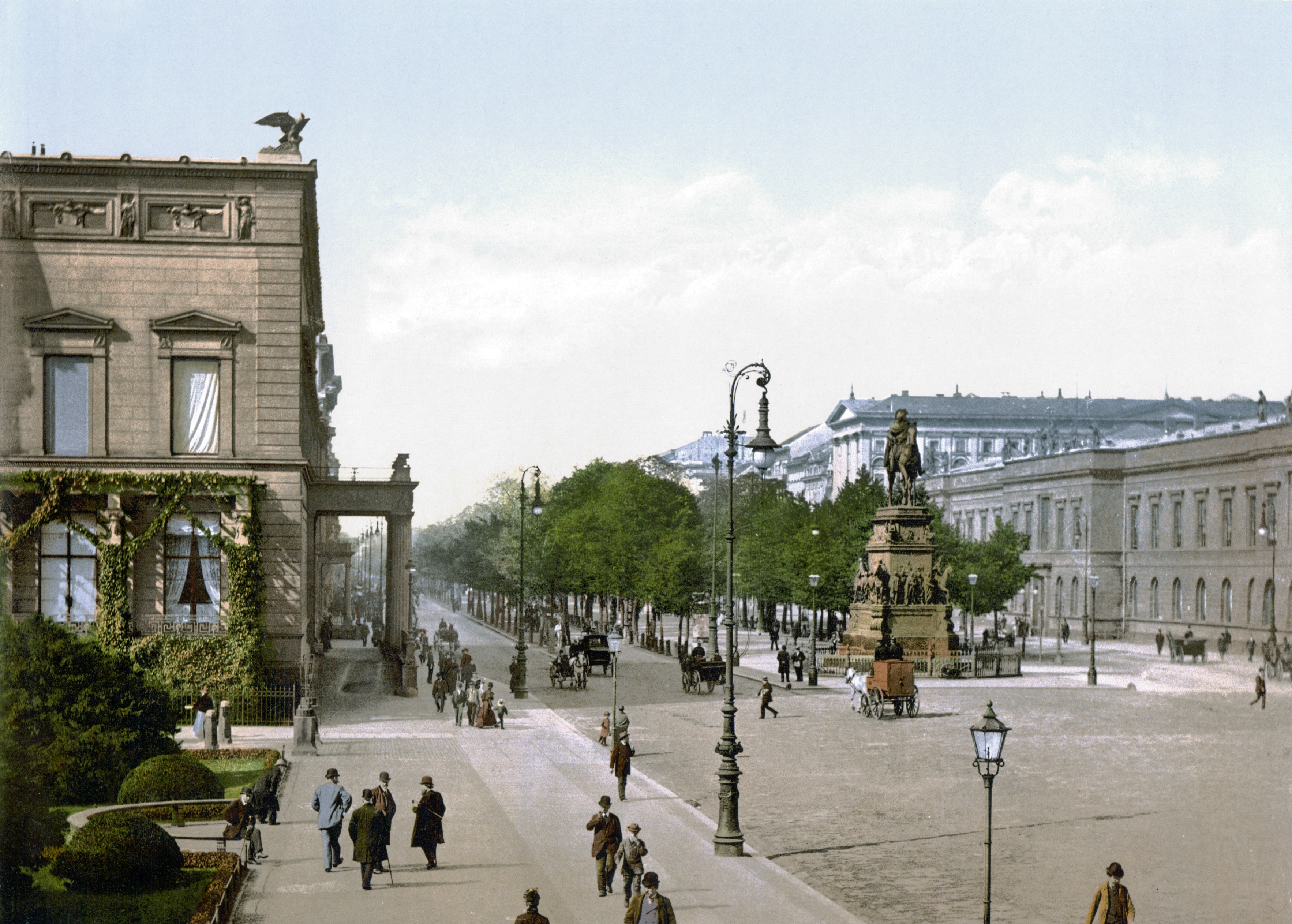
Az Unter den Linden 1900-ban

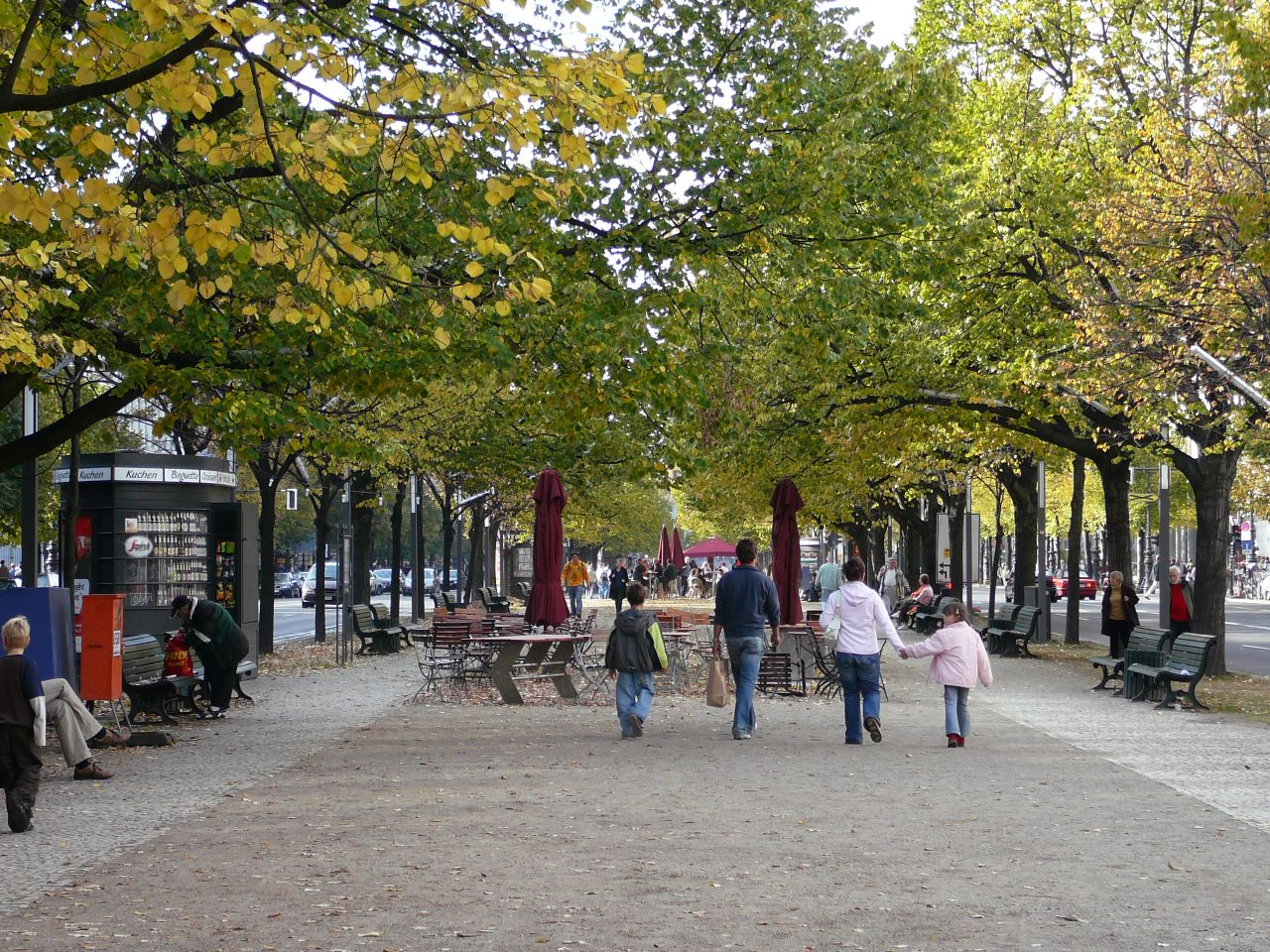
Az Unter den Linden ősszel

Az Unter den Linden (A hársfák alatt) Berlin nevezetes sugárútja, a Brandenburgi kapu és a Párizsi tér közvetlen szomszédságában.

## Története
A ma újra hársfák által szegélyezett utat a 15. században hozta létre a berlini fejedelmi család; a charlottenburgi kastélyukat, a Schloss Charlottenburgot kötötte össze a vadászterülettel, a mai Tiergartennel.
Azt az akkor még inkább csak ösvénynek nevezhető földutat 1573-ban meghosszabbították, majd I. Frigyes Vilmos Hollandiából importált diófákkal, később hársfákkal szegélyezte. II. Frigyes idején kezdődött meg a valódi sétány kialakítása, ekkor rendezték a fasorokat. Az azt követő 200 évben a kunyhókat és faviskókat, de legjobb esetben is csak egyszerű lakóházakat fokozatosan villák váltották föl. A sugárút a charlottenburgi királyi kastélytól egészen a Brandenburgi kapuig teljesen beépült, és az előkelő városi polgárok kedvenc sétálóhelye lett. A német császárság idején már cégek és bankok is tették ide a székházaikat, ezeket követték a kávézók, éttermek és szállodák – az Unter den Linden lett a főváros kirakata.
1936-ban kivágták a fákat, hársfákat ültettek, és horogkeresztes zászlókat állítottak fel. A háború után az eltakarítási munkák megkönnyítésére még síneket is fektettek le a törmeléket szállító kocsik számára. A háború okozta romokat a keleti részen nagyon gyorsan eltüntették ugyan, de évtizedekig tátongtak ott hatalmas üres terek. Mára újra ez a német főváros egyik legfontosabb bevásárlóutcája. A 76-os szám alatt található Magyarország berlini nagykövetsége.
Az U5-ös és U6-os U-Bahnok 2020 decembere óta megállnak a sugárútnál, az Unter den Linden állomáson, ami az U5-ös és az U55-ös U-Bahn összekötő szakaszán létesült, és az U6-os U-Bahn-vonalon felváltotta a Französische Straße nevű korábbi állomást.

## Érdekesség
| Walther von der Vogelweide Under der Linden A hársfaágak csendes árnyán, ahol kettőnknek ágya volt, ott láthatjátok a gyeppárnán, hogy fű és virág meghajolt. Fölöttünk az ág bogán Ejhajahujj! dalolt ám a csalogány! (ford: Babits Mihály) |

- Egy dal az útról Marlene Dietrich előadásában